# Мур-Кэмпбелл, Флора, 6-я графиня Лаудон
Флора Мур-Кэмпбелл, маркиза Гастингс, 6-я графиня Лаудон (англ. Flora Mure-Campbell, Marchioness of Hastings and 6th Countess of Loudoun; август 1780 — 8 января 1840) — шотландская пэресса.

## Биография
Родилась в августе 1780 года. Единственная дочь Джеймса Мура-Кэмпбелла, 5-го графа Лаудона (1726—1786), и леди Флоры Маклеод (? — 1780), дочери Джона Маклеода из Расея.
28 апреля 1786 года после смерти своего отца Флора Мур-Кэмпбелл унаследовала титулы 6-й графини Лаудон (Пэрство Шотландии), 7-й леди Кэмпбелл из Лаудона (Пэрство Шотландии) и 6-й леди Тарринзин и Мохлин (Пэрство Шотландии).
12 июля 1804 года она вышла замуж за Фрэнсиса Роудона-Гастингса, 2-го графа Мойры (9 декабря 1754 — 28 ноября 1826), впоследствии генерал-губернатора Индии, губернатора Мальты и маркиза Гастингса. У супругов было пятеро детей:
- Леди Флора Элизабет Роудон-Гастингс (11 февраля 1806 — 5 июля 1839), умерла незамужней.
- Джордж Август Фрэнсис Роудон-Гастингс (4 февраля 1808 — 13 января 1844), носивший титул лорда Роудона, позднее графа Роудона, позднее 2-го маркиза Гастингса
- Леди София Фредерика Кристина Роудон-Гастингс (1 февраля 1809 — 28 декабря 1859), в 1845 году вышла замуж за Джона Крайтона-Стюарта, 2-го маркиза Бьюта.
- Леди Селина Констанция Роудон-Гастингс (1810 — 8 ноября 1867), в 1838 году она вышла замуж за Чарльза Генри из Страффана.
- Леди Аделаида Августа Лавиния Роудон-Гастингс (1812 — 6 декабря 1860), в 1854 году она вышла замуж за сэра Уильяма Кейта Мюррея[1].

Около 1807 года она заказала строительство замка Лаудон в Айршире по проекту Арчибальда Эллиота.
Ее муж умер 28 ноября 1826 года на борту HMS Revenge у берегов Неаполя, и, следуя его указаниям, его правая рука была отрезана, чтобы быть похороненной вместе с женой, когда она умрет. Это желание было выполнено, и теперь она покоится вместе с её рукой в семейном склепе в Лоудон-Кирк.